# Sint-Bartholomeuskerk (Merksem)

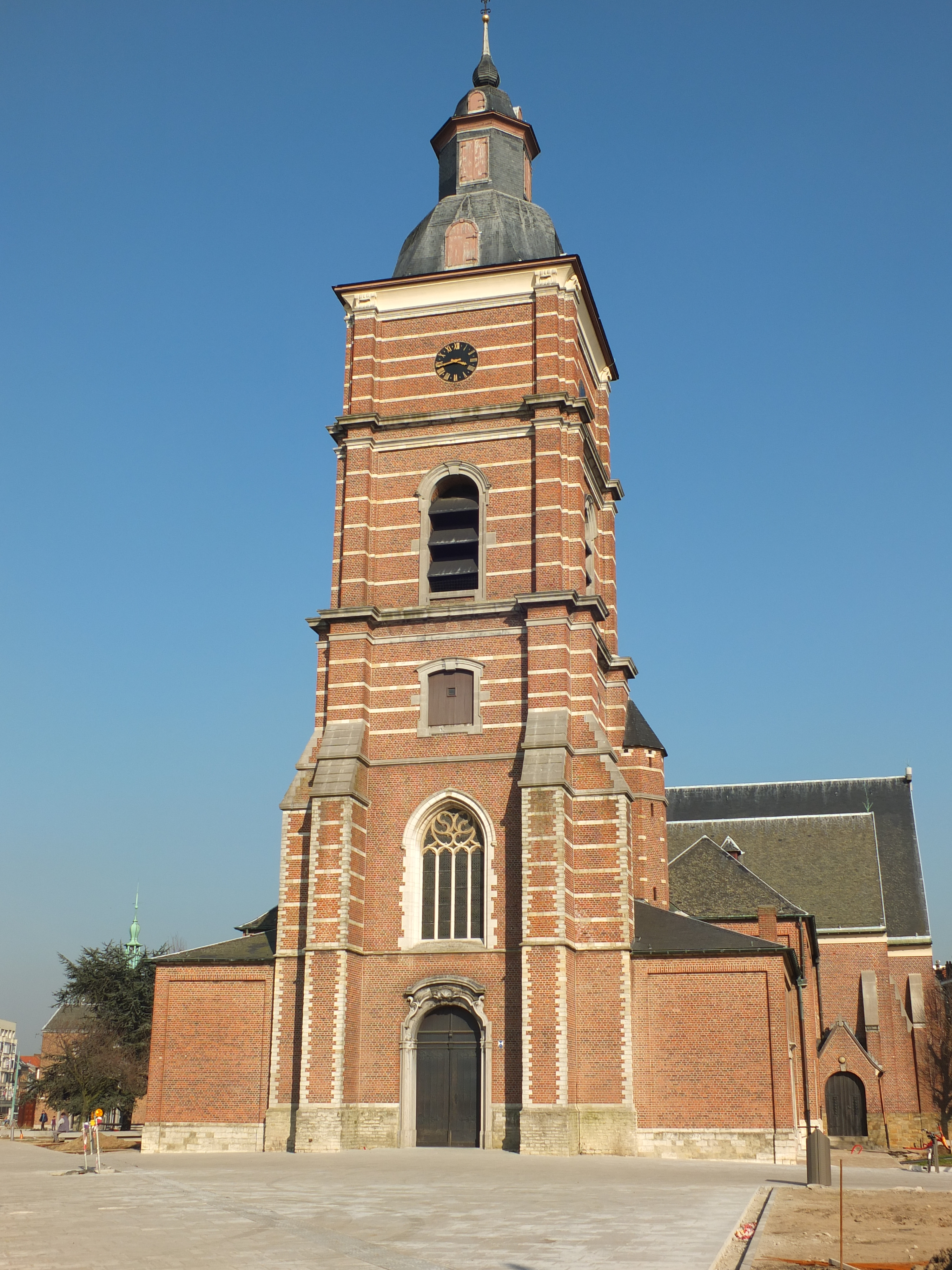
Sint-Bartholomeuskerk

De Sint-Bartholomeuskerk is de oudste parochiekerk van de tot de gemeente Antwerpen behorende plaats Merksem, gelegen aan de Bredabaan.

## Geschiedenis
Tussen 1161 en 1216 werd Merksem een zelfstandige parochie. Het patronaatsrecht behoorde toe aan de heren van Schoten maar ging in 1268 over op het Onze-Lieve-Vrouwekapittel te Antwerpen.
De huidige kerk stamt oorspronkelijk uit de 15e eeuw, werd van 1615-1619 herbouwd en vergroot in 1767 en in 1832-1833. In 1937-1938 werd het transept verbreed en een groter koor gebouwd, naar ontwerp van Jef Huygh. De toren werd vernield tijdens bominslagen in 1944 en 1945. Ook andere delen van de kerk, waaronder het transept, werden zwaar beschadigd. Van 1947-1951 werd de kerk in de vooroorlogse toestand hersteld.

## Gebouw
Het betreft een georiënteerde bakstenen kruiskerk met driezijdig afgesloten koor en ingebouwde westtoren. Deze toren heeft vijf geledingen en een klokvormige spits.
Nabij de kerk staat een schandpaal van 1708.

## Interieur
Het marmeren hoofdaltaar is van 1645. Het zuidelijk zijaltaar is van 1756. Een Sint-Bartholomeus verlost de dochter van de Armeense koning van de duivel is van omstreeks 1645. De communiebank is van 1734 en het koorgestoelte van 1661. De biechtstoelen zijn van omstreeks 1700.
Er zijn beelden van Sint-Bartholomeus (eind 17e eeuw) en Onze-Lieve-Vrouw (ongeveer 1700). Van Peter Thijssens is een schilderij Heilige Familie (1656); een Maria Tenhemelopneming is van 1710.